# Kimberly Tomes

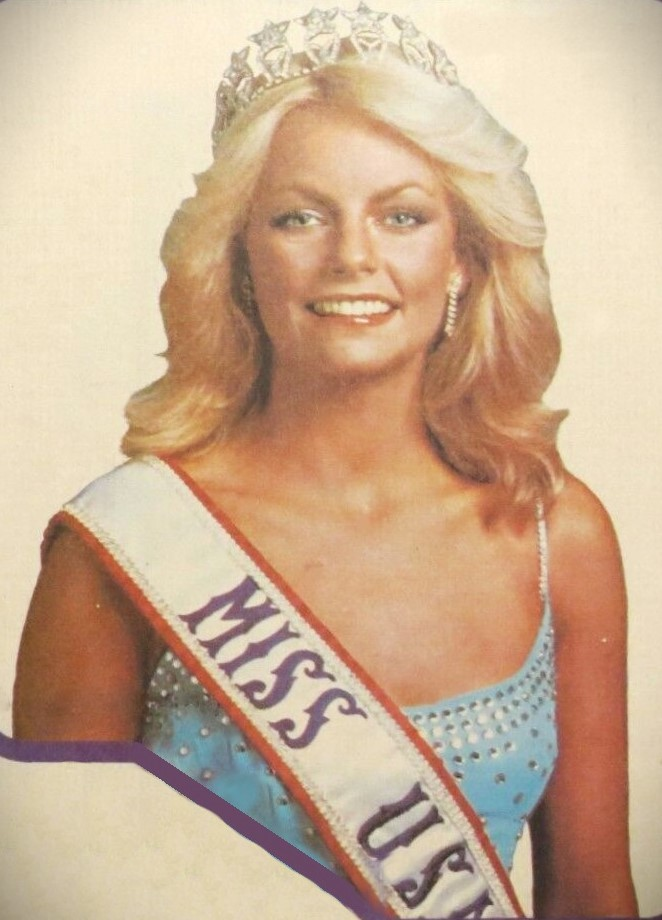
Kimberly Tomes

Kimberly Luise Tomes (Chicago, 1956) è una modella statunitense.

## Carriera
Kimberly Tomes vince il titolo di Miss Texas nel 1976, e successivamente rappresenta il Texas al concorso Miss USA 1977 che si tiene a Charleston nella Carolina del sud. Nel concorso trasmesso in televisione in tutta la nazione, la Tomes viene eletta Miss USA, diventando la prima donna del Texas a vincere il titolo. Nello stesso anno Kimberly Tomes rappresenta gli Stati Uniti a Miss Universo 1977 arrivando sino alle semifinali.
Come Miss USA, la Tomes è apparsa in varie manifestazioni negli Stati Uniti ed ha viaggiato nelle Filippine ed in Messico. La Tomes possiede una laurea in educazione fisica, ottenuto presso la Texas A&M University, la stessa università in cui si è laureata Kandace Krueger, Miss Texas e Miss USA 2001. In seguito la Tomes ha lavorato nell'industria dell'intrattenimento, ed è rimasta legata all'organizzazione di Miss Texas, conducendo l'evento per dodici anni.